# Companhia Vinícola Rio-Grandense

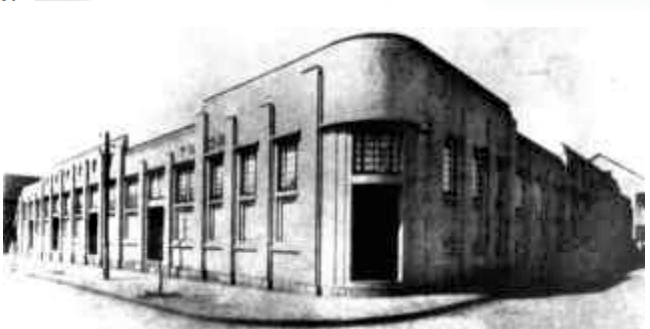
Unidade caxiense da então Sociedade Vinícola Rio-Grandense.

A Companhia Vinícola Rio-Grandense foi uma empresa brasileira produtora e comercializadora de vinho fundada em Porto Alegre em 1929. 
Nasceu como o braço executivo do Sindicato Viti-Vinícola do Rio Grande do Sul, criado em Caxias do Sul em 1928. A grande maioria dos acionistas era descendente de imigrantes italianos, os grandes responsáveis pelo florescimento da vitivinicultura no país. Em seu auge, foi a principal vinícola do Brasil. Com uma estrutura sólida, um sistema de produção descentralizado e eficiente, grande capacidade de ação, e contando com um forte apoio do Governo e participação direta dos maiores empresários do setor, sua proposta de modernizar a vitivinicultura desencadeou uma ampla mudança nos hábitos e normas da produção da uva e fabricação do vinho, representando o abandono definitivo da produção artesanal e intuitiva dos imigrantes e a introdução de um sistema industrial e baseado na ciência. Seus vinhos foram muito apreciados em muitos estados do Brasil, criando todo um novo mercado consumidor, pois até então a população brasileira de origem lusa era pouco acostumada com esta bebida. Na década de 1970 iniciou seu declínio, devido ao surgimento de diversos concorrentes de peso, e depois de muitos problemas encerrou suas atividades em 1997, deixando uma marca importante na história da vitivinicultura brasileira.

## História
Foi fundada em Porto Alegre em 5 de junho de 1929ver nota por iniciativa de José Moraes Vellinho, com o nome de Sociedade Vinícola Rio-Grandense Ltda. e um capital inicial de 3 mil contos de réis, com o objetivo de ser o braço comercial do Sindicato Viti-Vinícola do Rio Grande do Sul, criado em Caxias do Sul no ano anterior. De acordo com seus estatutos, a Sociedade visava defender os interesses dos vinicultores, comprar, fabricar e vender o vinho, e "constituir a indústria capitalista na vinicultura, até então dominada pelo artesanato doméstico ou pelas manufaturas dos comerciantes".

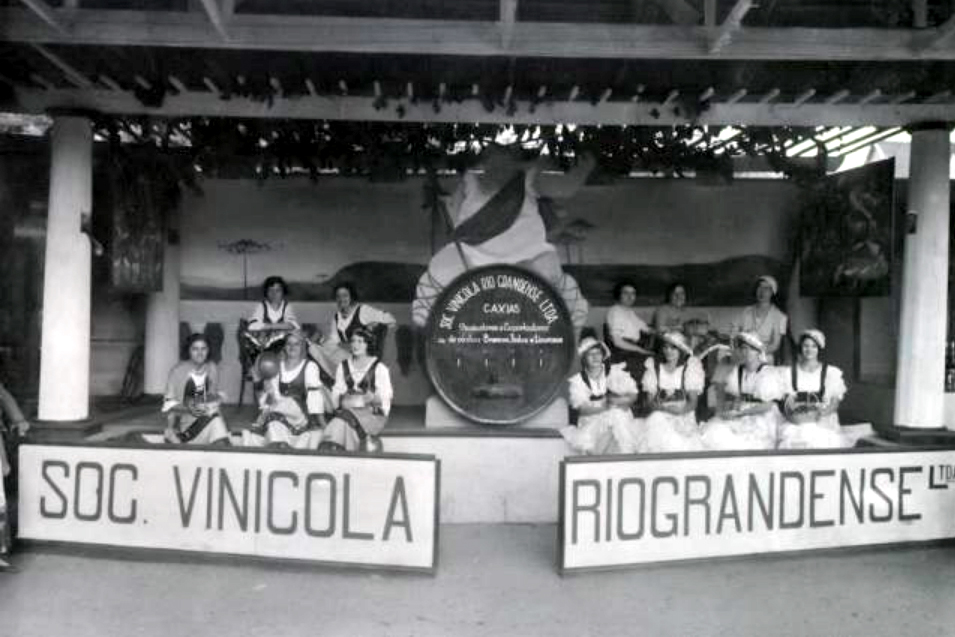
Estande da Sociedade Vinícola Rio-Grandense na Festa da Uva de 1934.

Para alcançar esses objetivos, a Sociedade promoveu o aperfeiçoamento, modernização e sanitarização da tecnologia, além de estabelecer uma forte parceria com o Poder Público, fundamental para que a entidade pudesse operar o controle e normatização do mercado e praticamente monopolizar o comércio do vinho estadual, reunindo os maiores produtores, centralizando a produção, sendo isenta do imposto bromatológico e recebendo facilidades para exportação. A empresa usava as cantinas dos associados em Caxias, Bento Gonçalves, Garibaldi, Farroupilha e arredores, e alugava outras, e construiu diversos outros postos de vinificação. Cerca de dois terços dos integrantes da Sociedade eram caxienses.
No decorrer da década de 1930 sua produção se diversificou, incluindo champanhas, vermutes, sucos de uva, vinhos espumantes, filtrados doces, graspa e bagaceira, e foram iniciados experimentos no vinhedo Granja União para adaptar novas castas europeias ao clima e aos terrenos regionais, com vistas à produção de vinhos finos. Contudo, o esmagador predomínio da Sociedade no mercado levantou protestos dos pequenos produtores e das cooperativas, que se viam prejudicados. Assim, em 1935, quando a Sociedade já dominava o mercado nacional exportando mais de 10 milhões de litros, foi criado, com a participação da Sociedade, o Instituto Rio-Grandense do Vinho, a fim de solucionar o problema da concorrência e qualificar o produto, mas seus objetivos só foram alcançados parcialmente, as exigências técnicas impostas, consideradas rigorosas demais, provocaram o fechamento de muitas pequenas cantinas rurais, e o instituto foi extinto em 1950.
Até a década de 1950 o principal produto da Sociedade foi o vinho Castelo. Neste período continuava sendo a maior organização nacional no setor vitivinícola, produzindo 32 milhões de litros e exportando 13 milhões. Cada uma das suas unidades dispunha de uma tanoaria para confecção de barris, uma fábrica de garrafas foi instalada em São Sebastião do Caí e uma fábrica de insumos químicos em Caxias do Sul. Foram fundadas filiais em Rio Grande, Curitiba, Belo Horizonte e Salvador, mas sobretudo foram importantes as filiais de São Paulo e Rio de Janeiro, que constituíam os principais mercados de exportação. Em 1951 foi adquirido um navio para o transporte do vinho, completando o processo de total controle da sua rede distribuidora. Nesta ocasião a razão social foi alterada para Indústria, Comércio e Navegação — Sociedade Vinícola Rio-Grandense Ltda. Com o naufrágio do navio em 1957, foi feita uma parceria com cooperativas de Forqueta e Garibaldi para criarem uma empresa de navegação, a Navinsul, que comprou um navio-tanque na França.
Na década de 1960 a Sociedade tinha mais de 60 cantinas sob sua direção. Em 1964 abriu seu capital, tornou-se uma sociedade anônima e sua razão social foi mais uma vez alterada, adotando a forma Companhia Vinícola Rio-Grandense S/A., que perdurou até sua extinção. A partir de 1969 foi incrementada a produção de vinhos varietais, mas a sua comercialização era terceirizada. Segundo Anete Jalfim, no período 1929-69 a Companhia foi "a empresa mais dinâmica e inovadora no conjunto das agroindústrias vinícolas do Rio Grande do Sul". Desta época em diante iniciou uma associação com a empresa Martini & Rossi, para a qual a Companhia se responsabilizava por todas as etapas da produção até o engarrafamento, cabendo à Martini rotular e vender sob a marca Chateau Duvalier, que se tornou famosa no Brasil. A Companhia manteve sua linha própria Granja União, que já tinha tradição e um bom mercado no sul do país, especialmente o Granja União Grand Rouge, o Granja União Champanha e o Granja União Moscato Seco, e também permaneciam favoritos no sul o Castelo, o Quinta do Monte, o Parreira, o Campeiro e o Vencedor, vinhos de mesa para consumo mais popular. No fim dos anos 1960 foi contratado o agrônomo Onofre Pimentel, especializado na França, que foi um valioso colaborador na área de prospecção de terrenos adequados para vinhedos finos e combate às pragas da uva, além de coordenar a importação de 150 variedades europeias.
O contrato com a Martini propiciou a continuidade da liderança nacional no setor do vinho, com 12 % da produção total, e dominando cerca de 70% do mercado estadual. Se esta parceria por um lado facilitou o escoamento do produto e aumentou sua rentabilidade, teve o aspecto negativo de no médio prazo minar sua capacidade competitiva autônoma no mercado de vinhos finos, do qual a empresa passou a se retirar progressivamente. Em 1979 a Martini quebrou unilateralmente o contrato e deu continuidade à linha Chateau Duvalier, tornando-se um competidor poderoso. Outras empresas importantes também já operavam no setor com grande sucesso, e a crescente concorrência acabou por lhe tomar a maior parte do terreno conquistado, chegando a 1989 com apenas 3% do total da produção estadual. Para contornar as dificuldades, a direção da Companhia procurou diversificar seus interesses, investindo principalmente no ramo imobiliário e vendendo boa parte do seu patrimônio.
Foi tentada uma revitalização das linhas Granja União e Quinta do Monte, mas com pouco sucesso, numa conjuntura nacional de crise econômica. Em 1990 foram fechadas as instalações no Nordeste, e em meados da década foi feito um grande enxugamento na máquina administrativa e operacional, ao mesmo tempo investindo em publicidade, mas também com resultados insuficientes. Em 1996 foram fechadas as filiais de São Paulo, Rio de Janeiro, Curitiba e Rio Grande, a matriz foi transferida para Bento Gonçalves, e a parte de engarrafamento foi terceirizada. Nenhuma dessas soluções emergenciais foi capaz de evitar os prejuízos, que levaram ao encerramento das atividades em 1997.
De qualquer maneira, a Companhia marcou época na história do vinho brasileiro, impondo novos padrões de qualidade, inaugurando o cultivo de diversas variedades finas, conquistando um expressivo público que não estava acostumado ao consumo de vinho e exercendo uma influência determinante sobre o mercado.